# 信州なかの産業・観光公社

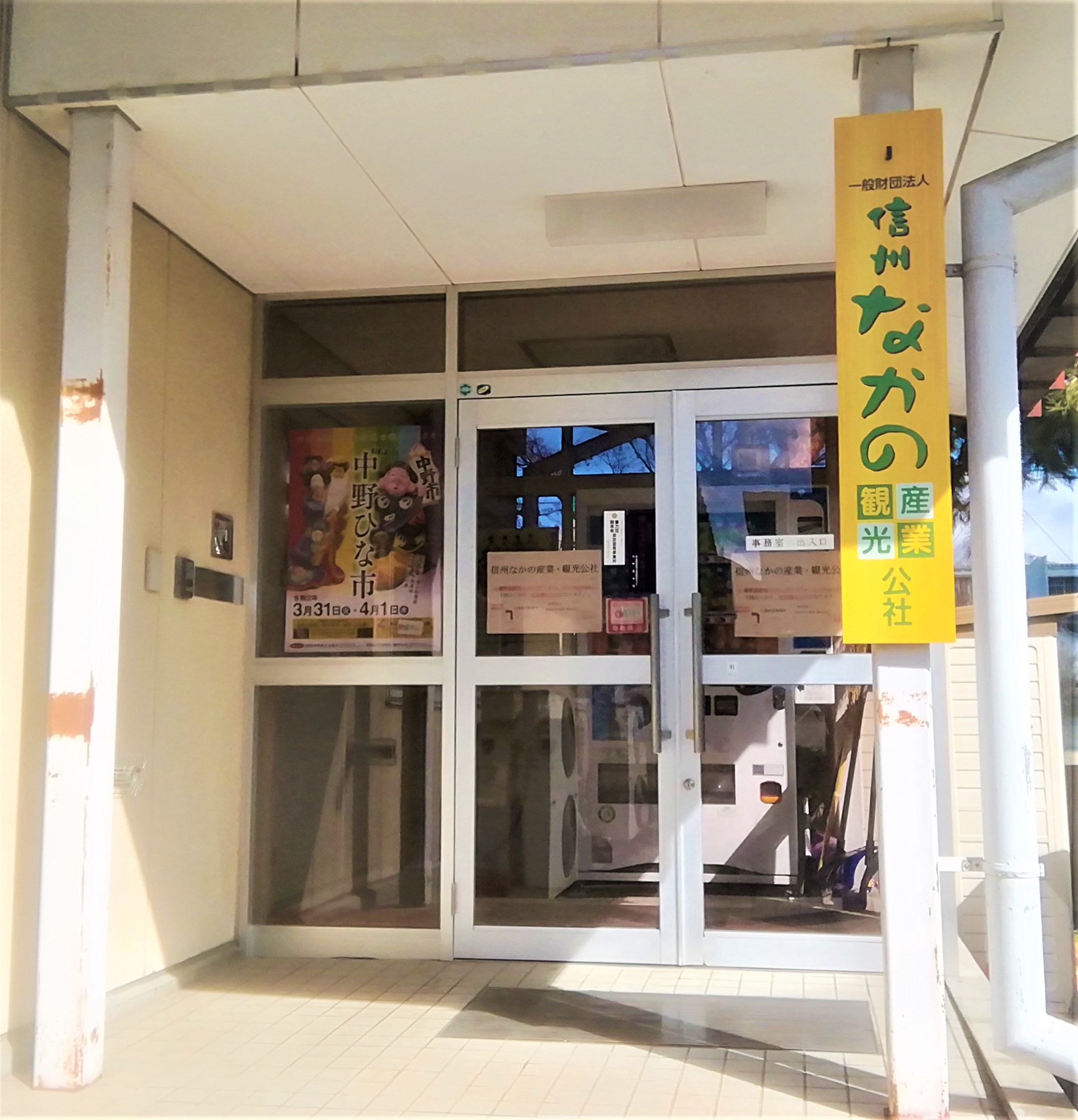
信州なかの産業・観光公社

一般財団法人信州なかの産業・観光公社（しんしゅうなかのさんぎょうかんこうこうしゃ）は、長野県中野市の観光情報の発信と指定管理業務を行うため設立された一般財団法人。

## 事業
農業・産業・観光の振興・霊園に関する事業を行っている。

### 指定管理施設
下記施設の指定管理者を務める。
- 晋平の里間山温泉公園 ぽんぽこの湯
- 日本土人形資料館
- 信州中野観光センター
- 中野陣屋・県庁記念館
- 北信濃ふるさとの森文化公園

### 農業支援事業
遊休農地対策・農産物の生産振興・農業の機械作業受託・農作業の体験研修に関する事業を行っている。

## 所在地
- 〒383-0031 長野県中野市南宮1番11号 中野市役所南宮庁舎内[2]

## 沿革
- 1991年3月26日 - 設立[2]。
- 2019年4月1日 - 中野市産業公社から現名称に改称[4]。
  - このとき、信州なかの観光協会（法人番号：4700150022001）との一元化が行われた[5]。